# Cadillac XT6
Cadillac XT6 — середньорозмірний люксовий кросовер, що виготовляється підрозділом Cadillac з 2019 року.

## Опис

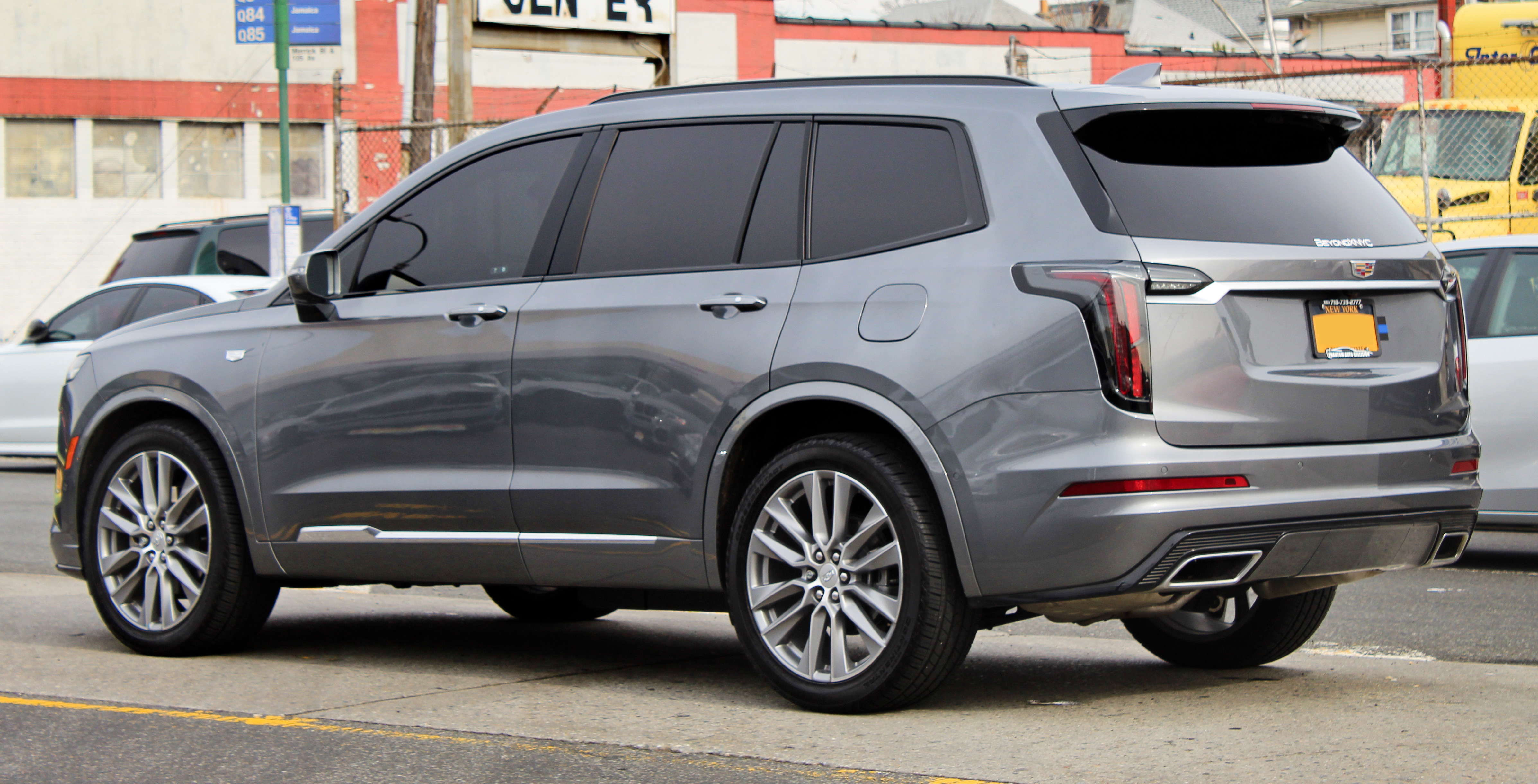
Cadillac XT6 AWD

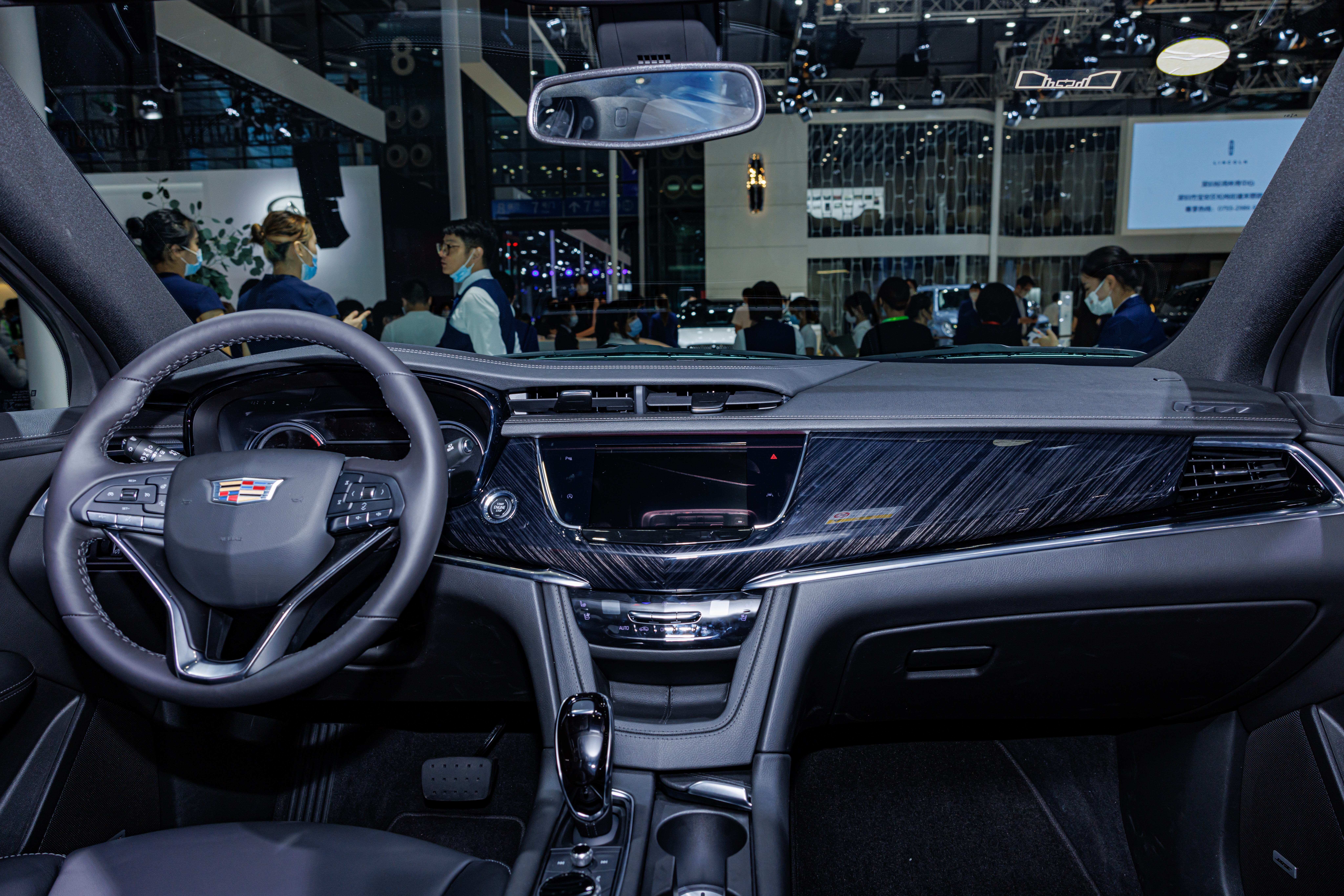

Кросовер збудовано на платформі C1XX, що й Chevrolet Traverse, Buick Enclave та GMC Acadia.
XT6 випущений в варіаціях Premium Luxury і Sport, які відрізняються оснащенням і оформленням. Довжина машини дорівнює 5050 мм, ширина - 1964 мм, висота - 1784 мм (з рейлінгами), колісна база - 2863 мм, кліренс - 169 мм. Диски - 20 дюймів в базі, а на Sport можна докупити 21.
Автомобіль отримав передню підвіску типу McPherson і задню п'ятивалільну, адаптивні амортизатори з спортрежимом і електричний підсилювач керма. Мотор поки заявлений тільки один: атмосферник V6 3.6 з безпосереднім уприскуванням і можливістю відключеити два циліндри, що розвиває 314 к.с. і 373 Нм. Коробка передач дев'ятиступенева АКПП. Причому силова установка передбачає перемикання між чотирма режимами руху. До того ж є відмінності з налагодження шасі: в Sport підвіска більш жорстка, а в Luxury — більш комфортна. Крім того, в Sport більш гостре кермове управління.
XT6 має споряджену масу від 2014 до 2127 кг (в залежності від комплектації).
У 2023 році Cadillac XT6 отримав опцію напівавтономного водіння - Super Cruise. 

## Двигуни
- 3.6 л LGX V6 314 к.с. 373 Нм
- 2.0 л LSY I4 237/241 к.с. 350 Нм (Китай)
- 2.0 л LSY I4 200 к.с. 350 Нм (Росія)

## Продажі
| рік  | США    | Китай  |
| ---- | ------ | ------ |
| 2019 | 11,559 | 5,795  |
| 2020 | 22,609 | 26,555 |